# Салвирола
Салвирола (итал. Salvirola) је насеље у Италији у округу Кремона, региону Ломбардија.
Према процени из 2011. у насељу је живело 1118 становника. Насеље се налази на надморској висини од 73 м.

## Становништво
Према резултатима пописа становништва 2011. у општини је живело 1.169 становника.
| 1931. | 1936. | 1951. | 1961. | 1971. | 1981. | 1991. | 2001. | 2011. |
| ----- | ----- | ----- | ----- | ----- | ----- | ----- | ----- | ----- |
| 1.186 | 1.137 | 1.173 | 909   | 778   | 848   | 864   | 933   | 1.169 |